# VEBA
Die VEBA AG (ursprünglich Vereinigte Elektrizitäts- und Bergwerks AG) war ein preußisch-deutscher Energie-Staatskonzern, der später in eine börsennotierte Aktiengesellschaft umgewandelt wurde und 2000 in der heutigen E.ON SE aufging.

## Geschichte
Die Dachgesellschaft Vereinigte Elektrizitäts- und Bergwerks AG entstand am 8. März 1929 durch die Zusammenfassung folgender Bergwerksunternehmen des Preußischen Staates:
- Preußische Elektrizitäts-Aktiengesellschaft (PreussenElektra)
- Preußische Bergwerks- und Hütten-Aktiengesellschaft (Preussag)
- Bergwerksgesellschaft Hibernia AG
- Bergwerks-Aktiengesellschaft Recklinghausen

Im Zweiten Weltkrieg setzte die VEBA tausende Zwangsarbeiter in ihren Zechen in Scholven und Horst ein, nach Unternehmensinformationen mussten sie „unter unmenschlichen Bedingungen arbeiten“, viele von ihnen starben. Schätzungen gehen von insgesamt 3.000 Zwangsarbeitern aus.
Nach dem Zweiten Weltkrieg wurde die VEBA zunächst Eigentum des Bundes.
Nach seiner Pensionierung 1959 wurde Alfred Hartmann 1959–1966 Vorstandsvorsitzender der VEBA und leitete die Privatisierung des Unternehmens ein, Rudolf von Bennigsen-Foerder, VEBA-Vorstandsvorsitzender von 1971 bis zu seinem Tod 1989, setzte sie fort und schloss sie 1987 ab.
1965 brachte der Bund erstmals Aktien im Wert von rund 528 Millionen DM an die Börse, im selben Jahr übernahm die VEBA 95 Prozent der Stinnes AG. 1972 beschäftigte der VEBA-Konzern 58.300 Mitarbeiter und erwirtschaftete einen Jahresumsatz von 10,3 Milliarden DM.
1974 wurde in Düsseldorf die neue Hauptverwaltung nach Plänen des Architekten Hubert Petschnigg fertiggestellt. 1975 erfolgte die Übernahme des Mineralöl- und Chemiebereichs der Gelsenberg-Benzin AG, die in die bisherige Veba Chemie AG eingebracht wurde und fortan als Veba Oel AG firmierte. Im Frühjahr 1977 lag der Bundesanteil an VEBA bei 43,7 Prozent der Aktien.
Im Juni 1978 schloss VEBA mit dem Mineralölkonzern BP einen Vertrag, in dem BP jährlich 3 Millionen Tonnen Rohöl bis zum Jahr 2000 an VEBA lieferte und im Gegenzug dafür Anteile an der Gelsenberg AG im Umfang von 800 Millionen DM erhielt. BP strebte danach, mit den Stimmrechten der Gelsenberg AG einen beherrschenden Einfluss auf das hochprofitable Gasgeschäft der Ruhrgas AG zu erhalten. Das BP-Vorhaben scheiterte letztlich, weil die übrigen Ruhrgas-Teilhaber im Stimmenpool nicht zum Verkauf ihrer Stimmrechte an BP bereit waren. Im Dezember 1982 unterzeichnete die VEBA Oel AG mit der Petróleos de Venezuela (PDVSA) einen Kooperationsvertrag zur Gründung eines Gemeinschaftsunternehmens mit Namen Ruhr Oel GmbH.

Aktie über 5 DM der Veba AG vom Juli 1995

Seit seiner Einführung am 1. Januar 1988 war die VEBA im Deutschen Aktienindex (DAX) gelistet. 1989 lag die Zahl der Aktionäre bei 600.000. 1990 waren 106.900 Mitarbeiter im Konzern beschäftigt und der Jahresumsatz betrug 54,591 Milliarden DM. 1992 übernahm VEBA die restlichen fünf Prozent der (mittlerweile als Aktiengesellschaft firmierenden) Stinnes AG. 1997 fusionierten VEBA und RWE ihre Telekommunikationstöchter Vebacom und RWE Telliance zu o.tel.o.
Gegen Ende 1998 arbeiteten im VEBA-Konzern etwa 130.000 Menschen und erwirtschafteten einen Umsatz von 42,28 Milliarden Euro, knapp 33.000 davon waren außerhalb Deutschlands beschäftigt.
Durch die Fusion am 27. September 2000 mit der VIAG zur E.ON AG endete die Geschichte der VEBA.
Die VEBA brachte PreussenElektra, Veba Oel, Degussa-Hüls und die Stimmenmehrheit im Eigentümerkreis der Ruhrgas AG ein, verkauft wurden in diesem Rahmen der Veba-Anteil an o.tel.o inklusiv deren Beteiligung an E-Plus, MEMC (USA), Stinnes und Veba Electronics.

### VEBA-Vorstandsvorsitzende
- 1959–1966: Alfred Hartmann
- 1966–1971: Heinz P. Kemper
- 1971–1989: Rudolf von Bennigsen-Foerder
- 1989–1993: Klaus Piltz
- 1993–2000: Ulrich Hartmann

## Struktur
Der VEBA-Konzern bestand 1996 aus sieben Teilkonzernen und der VEBA AG als Holding. Die Teilkonzerne bestanden wiederum aus etwa 40 strategischen Geschäftsfeldern.
Die Sparten waren
- der Bereich Strom mit der 100-prozentigen Tochter PreussenElektra,
- der Bereich Chemie mit Degussa-Hüls,
- der Bereich Öl mit der 100-prozentigen Tochter VEBA OEL,
- der Bereich Distribution/Logistik mit der 100-prozentigen Tochter Stinnes AG (nach Börsengang 51 Prozent),
- der Bereich Elektronik mit der 100-prozentigen Tochter VEBA Electronics,
- der Bereich Immobilienmanagement mit den 100-prozentigen Töchtern Raab Karcher und VEBA Immobilien Management und
- der Bereich Telekommunikation mit der 55-prozentigen Tochter Vebacom.